# Paralympics Australia
Paralympics Australia est le nom du comité national paralympique d'Australie. De 1998 à 2019, son nom était Australian Paralympic Committee (APC) en français : « Comité paralympique australien ». Il supervise la préparation et la gestion des équipes australiennes qui participent aux Jeux paralympiques d'été et aux Jeux paralympiques d'hiver.
Le comité australien a joué un rôle majeur dans l'accueil des Jeux paralympiques d'été de 2000 organisés à Sydney. Depuis les Jeux paralympiques d'été de 1996, l'Australie a terminé parmi les cinq premières nations au décompte des médailles. C'est aussi une nation couronnée de succès aux Jeux paralympiques d'hiver.